# Michael Liebowitz
Michael R. Liebowitz – amerykański lekarz psychiatra. Autor licznych prac z zakresu psychiatrii, m.in. znakomitej książki Chemia Miłości. Stworzył tzw. Czekoladową teorię miłości. W latach osiemdziesiątych badał i nagłaśniał problem, wówczas jeszcze mało znanej, fobii społecznej; twórca szeroko stosowanej przez klinicystów Skali Lęku Społecznego. Jest zatrudniony w Columbia University.

## Członkostwo w towarzystwach naukowych
Michael R. Liebowitz jest członkiem: 
- American Psychopathological Association
- American Society of Clinical Psychopharmacology
- Anxiety Disorder Association of America Scientific Advisory Board
- American College of Neuropsychopharmacology
- Psychiatric Research Society
- American Psychiatric Association

Jest założycielem centrum Anxiety Disorders Clinic.